# GE TV
GE TV é um futuro canal de esportes no YouTube  desenvolvido pelo Grupo Globo, planejado para estrear em 4 de setembro de 2025.

## Estreia e programação
A estreia oficial do canal está prevista para 4 setembro de 2025 A programação deverá incluir transmissões ao vivo de eventos esportivos cujos direitos permitem exibição digital — como Brasileirão Copa do Brasil e Libertadores Também estão em curso negociações para exibir eventos como jogos da NFL aos domingos

## Equipe
O time da GE TV contará com nomes experientes do jornalismo esportivo digital:
- Jorge Iggor [13][14][15]
- Mariana Spinelli [16][17][18]
- Bruno Formiga [19][20][21]
- Fred Bruno [22][23]

## Estratégia e público-alvo
A estratégia da GE TV é combinar a credibilidade da marca Globo com um formato mais leve e engajador, voltado ao público jovem e digital, em resposta às tendências de consumo atual 